# Bahnrad-Weltcup 2019/20
Der UCI-Bahnrad-Weltcup 2019/20 wurde zwischen November 2019 und Januar 2020 in sechs Läufen ausgetragen.
Veranstalter war der Weltradsportverband Union Cycliste Internationale (UCI).
Bei allen Weltcup-Läufern wurden die sechs Disziplinen – jeweils Männer und Frauen – gefahren, die auch Teil des olympischen Programms sind: Sprint, Teamsprint, Keirin, Mannschaftsverfolgung, Zweier-Mannschaftsfahren und Omnium. Die Organisatoren konnten zudem zusätzlich Rennen in den Weltmeisterschafts-Disziplinen 1000- beziehungsweise 500-Meter-Zeitfahren, Einerverfolgung, Punktefahren und Scratch ausrichten.
Die Läufe des Weltcups waren Teil der Qualifikation für die Olympischen Spiele 2020 in der japanischen Hauptstadt Tokio.

## Austragungsorte
| Datum                           | Ort                                       |
| ------------------------------- | ----------------------------------------- |
| 1.–3. November 2019             | Minsk-Arena in Minsk                      |
| 8.–10. November 2019            | Sir Chris Hoy Velodrome in Glasgow        |
| 29. November – 1. Dezember 2019 | Hong Kong Velodrome in Hongkong           |
| 6.–8. Dezember 2019             | Avantidrome in Cambridge                  |
| 13.–15. Dezember 2019           | Anna Meares Velodrome in Brisbane         |
| 24.–26. Januar 2020             | Mattamy National Cycling Centre in Milton |

## Resultate
- Fahrerinnen und Fahrer, deren Name kursiv geschrieben sind, bestritten bei Mannschaftswettbewerben lediglich die Runden vor dem Finale.

### Frauen

#### Sprint
| Ort       | Siegerin            | Zweite              | Dritte              |
| --------- | ------------------- | ------------------- | ------------------- |
| Minsk     | Lee Wai-sze         | Anastassija Woinowa | Emma Hinze          |
| Glasgow   | Lee Wai-sze         | Emma Hinze          | Olena Starykowa     |
| Hongkong  | Lee Wai-sze         | Emma Hinze          | PTM Kelsey Mitchell |
| Cambridge | Anastassija Woinowa | PTM Kelsey Mitchell | Stephanie Morton    |
| Brisbane  | Lee Wai-sze         | Stephanie Morton    | Anastassija Woinowa |
| Milton    | Laurine van Riessen | Kelsey Mitchell     | Madalyn Godby       |

Gesamtwertung
| Pos. | Fahrerin            | Min | Glas | Hong | Cam | Bris | Mil | Pkt  |
| ---- | ------------------- | --- | ---- | ---- | --- | ---- | --- | ---- |
| 1.   | Lee Wai-sze         | 500 | 500  | 500  | –   | 500  |     | 2000 |
| 2.   | PTM Kelsey Mitchell | –   | –    | 400  | 450 | 250  | 450 | 1550 |
| 3.   | Olena Starykowa     | 175 | 400  | 375  | 275 | 300  | –   | 1525 |
| 4.   | Anastassija Woinowa | 450 | –    | –    | 500 | 400  | –   | 1350 |
| 5.   | Emma Hinze          | 400 | 450  | 450  | –   | –    | –   | 1350 |
| 6.   | Laurine van Riessen | 300 | 300  | 190  | –   | –    | 500 | 1290 |
| 7.   | Martha Bayona       | 145 | 275  | –    | 205 | 375  | 205 | 1205 |
| 8.   | Jessica Salazar     | –   | –    | 300  | 300 | 175  | 350 | 1125 |
| 9.   | Mandy Marquardt     | 375 | 175  | 225  | –   | –    | 325 | 1100 |
| 10.  | Katy Marchant       | 350 | 350  | –    | –   | 275  | –   | 975  |

#### Keirin
| Ort       | Siegerin            | Zweite           | Dritte             |
| --------- | ------------------- | ---------------- | ------------------ |
| Minsk     | Emma Hinze          | Mathilde Gros    | Lee Hye-jin        |
| Glasgow   | Katy Marchant       | Emma Hinze       | Mathilde Gros      |
| Hongkong  | Lee Hye-jin         | Ljubow Bassowa   | DSR Yūka Kobayashi |
| Cambridge | Lee Hye-jin         | Lauriane Genest  | Stephanie Morton   |
| Brisbane  | Martha Bayona       | Stephanie Morton | Nicky Degrendele   |
| Milton    | Laurine van Riessen | Helena Casas     | Madalyn Godby      |

Gesamtwertung
| Pos. | Fahrerin             | Min | Glas | Hong | Cam | Bris | Mil | Pkt  |
| ---- | -------------------- | --- | ---- | ---- | --- | ---- | --- | ---- |
| 1.   | Ljubow Bassowa       | –   | 205  | 450  | 350 | 375  | 325 | 1705 |
| 2.   | Lee Hye-jin          | 450 | 175  | 500  | 500 | –    | –   | 1625 |
| 3.   | Martha Bayona        | 375 | 175  | –    | 120 | 500  | 350 | 1520 |
| 4.   | Emma Hinze           | 500 | 450  | 375  | –   | –    | –   | 1325 |
| 5.   | Lauriane Genest      | –   | –    | 250  | 450 | 190  | 300 | 1190 |
| 6.   | Lee Wai-sze          | 350 | 275  | 350  | –   | 205  | –   | 1180 |
| 7.   | BCC Nicky Degrendele | 100 | 100  | 1    | 175 | 400  | 375 | 1151 |
| 8.   | Urszula Łoś          | 175 | 375  | 300  | 225 | –    | –   | 1075 |
| 9.   | Mathilde Gros        | 450 | 400  | –    | –   | –    | 205 | 1055 |
| 10.  | Laurine van Riessen  | 175 | 190  | 175  | –   | –    | 500 | 1040 |

#### Teamsprint
| Ort       | Siegerinnen                                   | Zweite                                                    | Dritte                                                 |
| --------- | --------------------------------------------- | --------------------------------------------------------- | ------------------------------------------------------ |
| Minsk     | RusVelo Darja Schmeljowa Jekaterina Rogowaja  | Russland Natalja Antonowa Jekaterina Gnidenko             | Team Erdgas.2012 Lea Sophie Friedrich Pauline Grabosch |
| Glasgow   | Russland Darja Schmeljowa Jekaterina Rogowaja | Volksrepublik China Zhong Tianshi Zhuang Wei              | Team Erdgas.2012 Lea Sophie Friedrich Pauline Grabosch |
| Hongkong  | Deutschland Pauline Grabosch Emma Hinze       | Volksrepublik China Lin Junhong Zhong Tianshi Chen Feifei | CNS Zhang Linyin Zhuang Wei                            |
| Cambridge | Neuseeland Natasha Hansen Olivia Podmore      | Polen Marlena Karwacka Urszula Łoś                        | RVL Jekaterina Rogowaja Darja Schmeljowa               |
| Brisbane  | Polen Marlena Karwacka Urszula Łoś            | RVL Jekaterina Rogowaja Anastassija Woinowa               | Australien Stephanie Morton Caitlin Ward               |
| Milton    | Kanada Lauriane Genest Kelsey Mitchell        | Polen Marlena Karwacka Urszula Łoś                        | Litauen Simona Krupeckaitė Miglė Marozaitė             |

Gesamtwertung
| Pos. | Mannschaft          | Min | Glas | Hong | Cam | Bris | Mil | Pkt  |
| ---- | ------------------- | --- | ---- | ---- | --- | ---- | --- | ---- |
| 1.   | Polen               | 300 | 275  | 375  | 450 | 500  | 450 | 2350 |
| 2.   | Volksrepublik China | 325 | 450  | 450  | 350 | 325  | –   | 1900 |
| 3.   | Russland            | 450 | 500  | 250  | –   | 450  | –   | 1650 |
| 4.   | Spanien             | 275 | 225  | 175  | 250 | 225  | –   | 1450 |
| 5.   | Litauen             | 225 | 160  | 225  | 300 | 275  | 400 | 1425 |
| 6.   | Kolumbien           | 250 | 250  | –    | 275 | 300  | 325 | 1400 |
| 7.   | Mexiko              | –   | –    | 190  | 500 | 375  | 375 | 1300 |
| 8.   | Ukraine             | 225 | 160  | 225  | 300 | 275  | –   | 1185 |
| 9.   | Neuseeland          | –   | –    | 190  | 500 | 375  | –   | 1065 |
| 10.  | Südkorea            | 205 | 190  | 205  | 225 | 205  | –   | 1030 |

#### Mannschaftsverfolgung
| Ort       | Siegerinnen                                                                               | Zweite                                                                                     | Dritte                                                                                           |
| --------- | ----------------------------------------------------------------------------------------- | ------------------------------------------------------------------------------------------ | ------------------------------------------------------------------------------------------------ |
| Minsk     | Vereinigte Staaten Jennifer Valente Christina Birch Chloé Dygert Emma White               | Deutschland Franziska Brauße Lisa Brennauer Lisa Klein Gudrun Stock Mieke Kröger           | Italien Letizia Paternoster Martina Alzini Elisa Balsamo Marta Cavalli Vittoria Guazzini         |
| Glasgow   | Vereinigtes Königreich Neah Evans Katie Archibald Elinor Barker Eleanor Dickinson         | Deutschland Franziska Brauße Lisa Klein Lisa Brennauer Gudrun Stock Mieke Kröger           | Italien Vittoria Guazzini Chiara Consonni Simona Frapporti Silvia Valsecchi                      |
| Hongkong  | Neuseeland Michaela Drummond Emily Shearman Nicole Shields Ally Wollaston Jessie Hodges   | Belgien Jolien D’hoore Lotte Kopecky Shari Bossuyt Annelies Dom Gilke Croket               | Südkorea Jang Su-ji Kang Hyun-kyung Lee Ju-mi Na Ah-reum                                         |
| Cambridge | Neuseeland Rushlee Buchanan Holly Edmondston Bryony Botha Kirstie James Jamie Nielsen     | Australien Georgia Baker Annette Edmondson Ashlee Ankudinoff Maeve Plouffe Alexandra Manly | Kanada Allison Beveridge Jasmin Duehring Annie Foreman-Mackey Georgia Simmerling                 |
| Brisbane  | Australien Georgia Baker Annette Edmondson Ashlee Ankudinoff Maeve Plouffe                | Neuseeland Rushlee Buchanan Holly Edmondston Bryony Botha Racquel Sheath Michaela Drummond | Kanada Allison Beveridge Jasmin Duehring Annie Foreman-Mackey Georgia Simmerling Ariane Bonhomme |
| Milton    | Vereinigte Staaten Jennifer Valente Chloé Dygert Emma White Lily Williams Alexandra Manly | Frankreich Clara Copponi Coralie Demay Valentine Fortin Marie Le Net                       | Kanada Devaney Collier Erin Attwell Miriam Brouwer Kinley Gibson Ariane Bonhomme                 |

Gesamtwertung
| Pos. | Mannschaft         | Min  | Glas | Hong | Cam  | Bris | Mil  | Pkt. |
| ---- | ------------------ | ---- | ---- | ---- | ---- | ---- | ---- | ---- |
| 1.   | Deutschland        | 900  | 900  | 750  | –    | 600  | 650  | 3800 |
| 2.   | Vereinigte Staaten | 1000 | –    | –    | 600  | 750  | 1000 | 3350 |
| 3.   | Frankreich         | 750  | 750  | –    | –    | 700  | 900  | 3100 |
| 4.   | Belgien            | 650  | 700  | 900  | –    | –    | 750  | 3000 |
| 5.   | Italien            | 800  | 800  | 700  | –    | 650  | –    | 2950 |
| 6.   | Neuseeland         | –    | –    | 1000 | 1000 | 900  | –    | 2900 |
| 7.   | Australien         | –    | 650  | –    | 900  | 1000 | –    | 2550 |
| 8.   | Südkorea           | –    | –    | 800  | 650  | 500  | 600  | 2550 |
| 9.   | Kanada             | –    | –    | –    | 800  | 800  | 800  | 2400 |
| 10.  | Polen              | 550  | 550  | –    | 700  | 550  | –    | 2350 |

Der irische Vierer aus Lara Gillespie, Mia Griffin, Alice Sharpe und Kelly Murphy stellte beim Lauf in Minsk mit 4:25,389 einen neuen nationalen Rekord auf.

#### Scratch
| Ort       | Siegerin              | Zweite                 | Dritte           |
| --------- | --------------------- | ---------------------- | ---------------- |
| Minsk     | Kirsten Wild          | Martina Fidanza        | Jennifer Valente |
| Glasgow   | Karolina Karasiewicz  | Anastassija Tschulkowa | Diana Klimowa    |
| Hongkong  | Anita Yvonne Stenberg | Verena Eberhardt       | Maria Martins    |
| Cambridge | Holly Edmondston      | Olga Zabelinskaya      | Lydia Gurley     |

Gesamtwertung
| Pos. | Fahrerin               | Min | Glas | Hong | Cam | Pkt  |
| ---- | ---------------------- | --- | ---- | ---- | --- | ---- |
| 1.   | Anastassija Tschulkowa | 225 | 450  | 275  | 225 | 1175 |
| 2.   | Martina Fidanza        | 450 | –    | 300  | 145 | 895  |
| 3.   | Jennifer Valente       | 400 | –    | –    | 350 | 750  |
| 4.   | Anita Yvonne Stenberg  | 60  | –    | 500  | 175 | 735  |
| 5.   | Maria Martins          | –   | –    | 400  | 300 | 700  |
| 6.   | Łucja Pietrzak         | 350 | –    | –    | 275 | 625  |
| 7.   | Olga Zabelinskaya      | –   | –    | 80   | 450 | 530  |
| 8.   | Verena Eberhardt       | 70  | –    | 450  | –   | 375  |
| 9.   | Ana Usabiaga           | 110 | 130  | 120  | 160 | 520  |
| 10.  | Holly Edmondston       | –   | –    | –    | 500 | 500  |

#### Punktefahren
| Ort   | Siegerin         | Zweite                    | Dritte              |
| ----- | ---------------- | ------------------------- | ------------------- |
| Minsk | Jennifer Valente | Maria Giulia Confalonieri | Tazzjana Scharakowa |

Gesamtwertung
| Pos. | Fahrerin                  | Min |
| ---- | ------------------------- | --- |
| 1.   | Jennifer Valente          | 500 |
| 2.   | Maria Giulia Confalonieri | 450 |
| 3.   | Tazzjana Scharakowa       | 400 |
| 4.   | Amy Pieters               | 375 |
| 5.   | Anita Yvonne Stenberg     | 350 |
| 6.   | Charlotte Becker          | 325 |
| 7.   | Leung Bo-yee              | 300 |
| 8.   | Verena Eberhardt          | 275 |
| 9.   | Anastassija Tschulkowa    | 250 |
| 10.  | Victoire Berteau          | 225 |

#### Omnium
| Ort       | Siegerin         | Zweite              | Dritte            |
| --------- | ---------------- | ------------------- | ----------------- |
| Minsk     | Jennifer Valente | Letizia Paternoster | Laura Kenny       |
| Glasgow   | Kirsten Wild     | Olga Zabelinskaya   | Lotte Kopecky     |
| Hongkong  | Yūmi Kajihara    | Maria Martins       | Jolien D’hoore    |
| Cambridge | Yūmi Kajihara    | Jennifer Valente    | Allison Beveridge |
| Brisbane  | Jennifer Valente | Allison Beveridge   | Holly Edmondston  |
| Milton    | Jennifer Valente | Letizia Paternoster | Emily Kay         |

Gesamtwertung
| Pos. | Fahrerin              | Min | Glas | Hong | Cam | Bris | Mil | Pkt  |
| ---- | --------------------- | --- | ---- | ---- | --- | ---- | --- | ---- |
| 1.   | Jennifer Valente      | 500 | –    | –    | 450 | 500  | 500 | 1950 |
| 2.   | Maria Mertins         | 205 | 205  | 450  |     | 375  | 325 | 1560 |
| 3.   | Anita Yvonne Stenberg | 175 | 300  | 350  | 275 | 275  | 130 | 1505 |
| 4.   | Yūmi Kajihara         | –   | 375  | 500  | 500 | –    | –   | 1375 |
| 5.   | Olga Zabelinskaya     | 90  | 450  | 145  | 225 | 205  | 175 | 1290 |
| 6.   | Lee Sze-wing          | 190 | 110  | 300  | 300 | 130  | 110 | 1140 |
| 7.   | Jolien D’hoore        | 275 | –    | –    | –   | –    | 375 | 1050 |
| 8.   | Daria Pikulik         | 375 | 325  | –    | 350 | –    |     | 1050 |
| 9.   | Allison Beveridge     | –   | 160  | –    | 400 | 450  |     | 1010 |
| 10.  | Emily Kay             | 145 | 145  | 275  | –   | –    | 400 | 965  |

#### Zweier-Mannschaftsfahren
| Ort       | Siegerinnen                                   | Zweite                                               | Dritte                                            |
| --------- | --------------------------------------------- | ---------------------------------------------------- | ------------------------------------------------- |
| Minsk     | Niederlande Kirsten Wild Amy Pieters          | Vereinigtes Königreich Laura Kenny Emily Nelson      | Frankreich Clara Copponi Marie Le Net             |
| Glasgow   | Australien Annette Edmondson Georgia Baker    | Vereinigtes Königreich Katie Archibald Elinor Barker | Niederlande Kirsten Wild Amy Pieters              |
| Hongkong  | Dänemark Julie Leth Trine Schmidt             | Neuseeland Nicole Shields Jessie Hodges              | Italien Vittoria Guazzini Chiara Consonni         |
| Cambridge | Australien Georgia Baker Alexandra Manly      | Polen Daria Pikulik Nikol Płosaj                     | SUB Michaela Drummond Jessie Hodges               |
| Brisbane  | Australien Georgia Baker Annette Edmondson    | Frankreich Clara Copponi Marie Le Net                | Vereinigte Staaten Kendall Ryan Christina Birch   |
| Milton    | Vereinigtes Königreich Neah Evans Laura Kenny | Belgien Jolien D’hoore Lotte Kopecky                 | Vereinigte Staaten Megan Jastrab Jennifer Valente |

Gesamtwertung
| Pos. | Mannschaft             | Hong | Min | Glas | Hong | Cam | Bris | Pkt  |
| ---- | ---------------------- | ---- | --- | ---- | ---- | --- | ---- | ---- |
| 1.   | Italien                | 275  | 190 | 400  | 325  | 350 | 375  | 1915 |
| 2.   | Irland                 | 160  | 325 | 275  | 300  | 275 | 300  | 1635 |
| 3.   | Volksrepublik China    | 205  | 175 | 325  | 350  | 325 | 225  | 1605 |
| 4.   | Australien             | –    | 500 | –    | 500  | 500 | –    | 1500 |
| 5.   | Vereinigte Staaten     | 350  | –   | –    | 275  | 400 | 400  | 1425 |
| 6.   | Vereinigtes Königreich | 450  | 450 | –    | –    | –   | 500  | 1400 |
| 7.   | Frankreich             | 400  | 225 | –    | –    | 450 | 325  | 1400 |
| 8.   | Polen                  | 375  | 275 | –    | 450  | 300 | –    | 1400 |
| 9.   | Belgien                | 300  | 300 | 350  | –    | –   | 450  | 1400 |
| 10.  | Russland               | 225  | 375 | 375  | –    | –   | 350  | 1325 |

### Männer

#### Sprint
| Ort       | Sieger           | Zweiter          | Dritter          |
| --------- | ---------------- | ---------------- | ---------------- |
| Minsk     | Harrie Lavreysen | Jeffrey Hoogland | Matthijs Büchli  |
| Glasgow   | Harrie Lavreysen | Jeffrey Hoogland | Tomohiro Fukaya  |
| Hongkong  | Harrie Lavreysen | Jeffrey Hoogland | Tomohiro Fukaya  |
| Cambridge | Mateusz Rudyk    | Tomohiro Fukaya  | Yudai Nitta      |
| Brisbane  | Mateusz Rudyk    | Sam Webster      | Matthew Glaetzer |
| Milton    | Mateusz Rudyk    | Quentin Caleyron | Rayan Helal      |

Gesamtwertung
| Pos. | Fahrer             | Min | Glas | Hong | Cam | Bris | Mil | Pkt  |
| ---- | ------------------ | --- | ---- | ---- | --- | ---- | --- | ---- |
| 1.   | Mateusz Rudyk      | 350 | 375  | 375  | 500 | 500  | 500 | 2600 |
| 2.   | Harrie Lavreysen   | 500 | 500  | 500  | –   | –    | –   | 1500 |
| 3.   | Jeffrey Hoogland   | 450 | 450  | 450  | –   | –    | –   | 1350 |
| 4.   | Jaïr Tjon En Fa    | –   | 275  | 325  | 250 | 375  | 120 | 1345 |
| 5.   | Tomohiro Fukaya    | –   | 400  | 400  | 450 | –    | –   | 1250 |
| 6.   | Sándor Szalontay   | 100 | 110  | 145  | 350 | 250  | 205 | 1160 |
| 7.   | Vasilijus Lendel   | 250 | 325  | 160  | –   | –    | 300 | 1035 |
| 8.   | Juan Peralta       | 175 | 175  | 120  | 160 | 160  | 190 | 980  |
| 9.   | Pawel Jakuschewski | 205 | 190  | –    | 225 | 275  | –   | 895  |
| 10.  | Nicholas Paul      | –   | –    | 250  | 275 | 225  | 100 | 850  |

#### Keirin
| Ort       | Sieger            | Zweiter           | Dritter          |
| --------- | ----------------- | ----------------- | ---------------- |
| Minsk     | Harrie Lavreysen  | Denis Dmitrijew   | JPC Koyu Matsui  |
| Glasgow   | Sébastien Vigier  | Maximilian Levy   | Denis Dmitrijew  |
| Hongkong  | Callum Saunders   | Jason Kenny       | Matthijs Büchli  |
| Cambridge | Azizulhasni Awang | RVL Shane Perkins | Matthew Glaetzer |
| Brisbane  | Kevin Quintero    | Matthew Glaetzer  | Tomáš Bábek      |
| Milton    | Joachim Eilers    | Kevin Quintero    | Rafał Sarnecki   |

Gesamtwertung
| Pos. | Fahrer            | Min | Glas | Hong | Cam | Bris | Mil | Pkt  |
| ---- | ----------------- | --- | ---- | ---- | --- | ---- | --- | ---- |
| 1.   | Jai Angsuthasawit | 120 | 300  | 250  | 375 | 275  | 275 | 1595 |
| 2.   | Denis Dmitrijew   | 450 | 400  | –    | 325 | 350  |     | 1525 |
| 3.   | Kevin Quintero    | 175 | 205  | –    | 190 | 500  | 450 | 1520 |
| 4.   | RVL Shane Perkins | 175 | 350  | –    | 450 | 80   | 325 | 1380 |
| 5.   | Kwesi Browne      | –   | –    | 175  | 250 | 350  | 225 | 1000 |
| 6.   | Matthijs Büchli   | 350 | 225  | 400  | –   | –    | –   | 975  |
| 7.   | JPC Koyu Matsui   | 400 | 175  | –    | –   | –    | 350 | 925  |
| 8.   | Hersony Canelón   | 205 | 120  | 175  | 120 | 175  | –   | 915  |
| 9.   | Azizulhasni Awang | –   | –    | 325  | 500 | 80   | –   | 905  |
| 10.  | Vasilijus Lendel  | 225 | 275  | 1    | –   | –    | 375 | 876  |

#### Teamsprint
| Ort       | Sieger                                                                            | Zweite                                                                  | Dritte                                                                           |
| --------- | --------------------------------------------------------------------------------- | ----------------------------------------------------------------------- | -------------------------------------------------------------------------------- |
| Minsk     | Niederlande Jeffrey Hoogland Harrie Lavreysen Nils van ’t Hoenderdaal Sam Ligtlee | Vereinigtes Königreich Jack Carlin Jason Kenny Ryan Owens               | Beat Cycling Club Theo Bos Matthijs Büchli Roy van den Berg                      |
| Glasgow   | Niederlande Jeffrey Hoogland Harrie Lavreysen Nils van ’t Hoenderdaal Sam Ligtlee | Vereinigtes Königreich Jack Carlin Ryan Owens Joseph Truman Jason Kenny | Frankreich Quentin Caleyron Melvin Landerneau Sébastien Vigier Michaël D’Almeida |
| Hongkong  | Niederlande Harrie Lavreysen Jeffrey Hoogland Roy van den Berg                    | Deutschland Timo Bichler Stefan Bötticher Eric Engler                   | Frankreich Grégory Baugé Michaël D’Almeida Rayan Helal                           |
| Cambridge | Japan Kazuki Amagai Tomohiro Fukaya Yudai Nitta                                   | Polen Maciej Bielecki Patryk Rajkowski Mateusz Rudyk Krzysztof Maksel   | Edward Dawkins Ethan Mitchell Sam Webster                                        |
| Brisbane  | Japan Tomohiro Fukaya Yoshitaku Nagasako Yudai Nitta                              | Polen Maciej Bielecki Krzysztof Maksel Mateusz Rudyk Patryk Rajkowski   | Neuseeland Samuel Dakin Ethan Mitchell Sam Webster                               |
| Milton    | Frankreich Quentin Caleyron Florian Grengbo Quentin Lafargue                      | Polen Maciej Bielecki Krzysztof Maksel Mateusz Rudyk Rafał Sarnecki     | Volksrepublik China Guo Shuai Luo Yongjia Zhang Miao                             |

Gesamtwertung
| Pos. | Mannschaft             | Min   | Glas  | Hong  | Cam   | Bris  | Mil   | Pkt    |
| ---- | ---------------------- | ----- | ----- | ----- | ----- | ----- | ----- | ------ |
| 1.   | Polen                  | 525,0 | 487,5 | 525,0 | 675,0 | 675,0 | 675,0 | 3562,5 |
| 2.   | Russland               | 450,0 | 525,0 | 375,0 | 487,5 | 525,0 | 487,5 | 2850,0 |
| 3.   | Frankreich             | 562,5 | 600,0 | 600,0 | –     | –     | 750,0 | 2512,5 |
| 4.   | Japan                  | –     | –     | 487,5 | 750,0 | 750,0 | 412,5 | 2400,0 |
| 5.   | Volksrepublik China    | 337,5 | 337,5 | 375,0 | 375,0 | –     | 600   | 2362,5 |
| 6.   | Niederlande            | 750,0 | 750,0 | 750,0 | –     | –     | –     | 2250,0 |
| 7.   | Vereinigtes Königreich | 675,0 | 675,0 | –     | –     | 562,5 | –     | 1912,5 |
| 8.   | Neuseeland             | –     | –     | 562,5 | 600,0 | 600,0 | –     | 1762,5 |
| 9.   | Deutschland            | 412,5 | –     | 675,0 | –     | –     | 562,5 | 1650,0 |
| 10.  | Trinidad und Tobago    | –     | –     | 412,5 | 562,5 | 487,5 | –     | 1462,5 |

#### Einerverfolgung
| Ort   | Siegerin      | Zweite             | Dritte        |
| ----- | ------------- | ------------------ | ------------- |
| Minsk | Filippo Ganna | HUB John Archibald | Ashton Lambie |

Gesamtwertung
| Pos. | Fahrer                 | Min |
| ---- | ---------------------- | --- |
| 1.   | Filippo Ganna          | 500 |
| 2.   | HUB John Archibald     | 450 |
| 3.   | Ashton Lambie          | 400 |
| 4.   | Stefan Bissegger       | 375 |
| 5.   | Alexander Jewtuschenko | 350 |
| 6.   | Domenic Weinstein      | 325 |
| 7.   | Corentin Ermenault     | 300 |
| 8.   | Rune Herregodts        | 275 |
| 9.   | Mikhail Schemetau      | 250 |
| 10.  | Daniel Staniszewski    | 225 |

Beim ersten Lauf des Weltcups in Minsk verbesserte Filippo Ganna zwei Mal den Weltrekord auf zuletzt 4:02,647 min.
 Beim selben Lauf stellte der Schweizer Stefan Bissegger in der Qualifikation mit 4:10,391 min einen neuen nationalen Rekord auf.

#### Mannschaftsverfolgung
| Ort       | Sieger                                                                             | Zweite                                                                                  | Dritte                                                                               |
| --------- | ---------------------------------------------------------------------------------- | --------------------------------------------------------------------------------------- | ------------------------------------------------------------------------------------ |
| Minsk     | Dänemark Lasse Norman Hansen Julius Johansen Frederik Rodenberg Rasmus Pedersen    | Frankreich Thomas Denis Corentin Ermenault Valentin Tabellion Benjamin Thomas           | Italien Elia Viviani Simone Consonni Filippo Ganna Francesco Lamon Davide Plebani    |
| Glasgow   | Dänemark Lasse Norman Hansen Julius Johansen Frederik Rodenberg Rasmus Pedersen    | Italien Francesco Lamon Simone Consonni Filippo Ganna Michele Scartezzini Liam Bertazzo | Frankreich Benjamin Thomas Corentin Ermenault Valentin Tabellion Thomas Denis        |
| Hongkong  | Deutschland Felix Groß Theo Reinhardt Leon Rohde Domenic Weinstein                 | Neuseeland Thomas Sexton Dylan Kennett Nick Kergozou Corbin Strong Campbell Stewart     | Schweiz Théry Schir Valère Thiébaud Cyrille Thièry Alex Vogel                        |
| Cambridge | Schweiz Robin Froidevaux Claudio Imhof Stefan Bissegger Lukas Rüegg Mauro Schmid   | Australien Sam Welsford Leigh Howard Alexander Porter Cameron Scott Kelland O’Brien     | Neuseeland Aaron Gate Regan Gough Dylan Kennett Jordan Kerby Nick Kergozou           |
| Brisbane  | Sam Welsford Leigh Howard Kelland O’Brien Alexander Porter Lucas Plapp             | Campbell Stewart Jordan Kerby Thomas Sexton Corbin Strong Regan Gough                   | Schweiz Robin Froidevaux Claudio Imhof Stefan Bissegger Mauro Schmid                 |
| Milton    | Benjamin Thomas Thomas Denis Corentin Ermenault Kévin Vauquelin Valentin Tabellion | Davide Boscaro Carloalberto Giordani Giulio Masotto Gidas Umbri Stefano Moro            | Kanada Jackson Kinniburgh Evan Burtnik Chris Ernst Amiel Flett-Brown Sean Richardson |

Gesamtwertung
| Pos. | Mannschaft              | Min  | Glas | Hong | Cam  | Bris | Mil  | Pkt  |
| ---- | ----------------------- | ---- | ---- | ---- | ---- | ---- | ---- | ---- |
| 1.   | Italien                 | 800  | 900  | 750  | 650  | 600  | 900  | 4600 |
| 2.   | Schweiz                 | 650  | 650  | 800  | 1000 | 800  |      | 3900 |
| 3.   | Russland                | 700  | 500  | 700  | 750  | 550  |      | 3200 |
| 4.   | Deutschland             | 750  | 550  | 1000 | –    | 750  |      | 3050 |
| 5.   | Kanada                  | –    | –    | 650  | 700  | 650  | 800  | 2800 |
| 6.   | Frankreich              | 900  | 800  | –    | –    | –    | 1000 | 2700 |
| 7.   | Neuseeland              | –    | –    | 900  | 800  | 900  |      | 2600 |
| 8.   | Dänemark                | 1000 | 1000 | 550  | –    | –    |      | 2550 |
| 9.   | Australien              | –    | 600  | –    | 900  | 1000 |      | 2500 |
| 10.  | Huub Wattbike Test Team | 600  | 700  | –    | –    | 700  |      | 2000 |

#### Scratch
| Ort       | Sieger          | Zweiter            | Dritter            |
| --------- | --------------- | ------------------ | ------------------ |
| Minsk     | Jauhen Karaljok | Sebastián Mora     | Eric Young         |
| Glasgow   | Felix English   | Sebastián Mora     | Maximilian Beyer   |
| Hongkong  | Roy Eefting     | Christos Volikakis | Corbin Strong      |
| Cambridge | Roman Hladysch  | Roy Eefting        | Christos Volikakis |

Gesamtwertung
| Pos. | Fahrer                | Min | Glas | Hong | Cam | Pkt  |
| ---- | --------------------- | --- | ---- | ---- | --- | ---- |
| 1.   | Christos Volikakis    | –   | 450  | 400  | –   | 1100 |
| 2.   | Jauhen Karaljok       | 500 | –    | 175  | 375 | 1050 |
| 3.   | Sebastián Mora        | 450 | 450  | 90   | –   | 990  |
| 4.   | Roy Eefting           | –   | –    | 500  | 450 | 950  |
| 5.   | Roman Hladysch        | 275 | 120  | –    | 500 | 895  |
| 6.   | Carloalberto Giordani | –   | –    | 375  | 350 | 725  |
| 7.   | Felix English         | –   | 500  | 205  | –   | 705  |
| 8.   | Eric Young            | 400 | 275  | –    | –   | 675  |
| 9.   | Viktor Filutás        | 300 | –    | 160  | 175 | 635  |
| 10.  | Iúri Leitão           | 325 | 300  | –    | –   | 625  |

#### Punktefahren
| Ort   | Sieger       | Zweiter        | Dritter      |
| ----- | ------------ | -------------- | ------------ |
| Minsk | Mark Stewart | Sebastián Mora | Andreas Graf |

Gesamtwertung
| Pos. | Fahrer             | Min |
| ---- | ------------------ | --- |
| 1.   | Mark Stewart       | 500 |
| 2.   | Sebastián Mora     | 450 |
| 3.   | Andreas Graf       | 400 |
| 4.   | Kenny De Ketele    | 375 |
| 5.   | Florian Maitre     | 350 |
| 6.   | MCC Raman Ramanau  | 325 |
| 7.   | Moritz Malcharek   | 300 |
| 8.   | Witalij Hryniw     | 275 |
| 9.   | Christos Volikakis | 250 |
| 10.  | Sergej Rostowtsew  | 225 |

#### Omnium
| Ort       | Sieger               | Zweiter             | Dritter         |
| --------- | -------------------- | ------------------- | --------------- |
| Minsk     | Matthew Walls        | Elia Viviani        | Rui Oliveira    |
| Glasgow   | Benjamin Thomas      | Mark Stewart        | Francesco Lamon |
| Hongkong  | Campbell Stewart     | Roger Kluge         | Théry Schir     |
| Cambridge | Campbell Stewart     | Cameron Meyer       | Artjom Sacharow |
| Brisbane  | Aaron Gate           | Roger Kluge         | Eiya Hashimoto  |
| Milton    | Jan-Willem van Schip | Daniel Staniszewski | Gavin Hoover    |

Gesamtwertung
| Pos. | Fahrer               | Min | Glas | Hong | Cam | Bris | Mil | Pkt  |
| ---- | -------------------- | --- | ---- | ---- | --- | ---- | --- | ---- |
| 1.   | Christos Volikakis   | 250 | 225  | –    | 250 | 375  | 325 | 1425 |
| 2.   | Roger Kluge          | –   | 110  | 450  | 350 | 450  | –   | 1360 |
| 3.   | Ignacio Prado        | –   | 175  | 375  | 225 | 275  | 300 | 1350 |
| 4.   | Leung Ka-yu          | 190 | 120  | 325  | 190 | 120  | 160 | 1105 |
| 5.   | Jan-Willem van Schip | 300 | 250  | –    | –   | –    | 500 | 1050 |
| 6.   | Artjom Sacharow      | 160 | –    | 160  | 400 | 325  | –   | 1045 |
| 7.   | Campbell Stewart     | –   | –    | 500  | 500 | –    | –   | 1000 |
| 8.   | Daniel Staniszewski  | –   | –    | –    | 325 | 225  | 450 | 1000 |
| 9.   | Raman Zischkou       | 350 | –    | 110  | 175 | –    | 275 | 910  |
| 10.  | Gavin Hoover         | –   | 145  | 350  | –   | –    | 400 | 895  |

#### Zweier-Mannschaftsfahren
| Ort       | Mannschaft                                   | Zweite                                          | Dritte                                          |
| --------- | -------------------------------------------- | ----------------------------------------------- | ----------------------------------------------- |
| Minsk     | Dänemark Lasse Norman Hansen Michael Mørkøv  | Frankreich Bryan Coquard Benjamin Thomas        | Spanien Albert Torres Sebastián Mora            |
| Glasgow   | Frankreich Benjamin Thomas Donavan Grondin   | Vereinigtes Königreich Ethan Hayter Oliver Wood | Australien Sam Welsford Leigh Howard            |
| Hongkong  | Deutschland Roger Kluge Theo Reinhardt       | Neuseeland Thomas Sexton Campbell Stewart       | Vereinigtes Königreich Mark Stewart Fred Wright |
| Cambridge | Neuseeland Aaron Gate Campbell Stewart       | Australien Kelland O’Brien Cameron Meyer        | Italien Michele Scartezzini Francesco Lamon     |
| Brisbane  | Australien Sam Welsford Cameron Meyer        | Neuseeland Thomas Sexton Aaron Gate             | Frankreich Morgan Kneisky Kévin Vauquelin       |
| Milton    | Niederlande Yoeri Havik Jan-Willem van Schip | Vereinigtes Königreich Ethan Hayter Oliver Wood | Frankreich Donavan Grandin Benjamin Thomas      |

Gesamtwertung
| Pos. | Mannschaft             | Min | Glas | Hong | Cam | Bris | Mil | Pkt  |
| ---- | ---------------------- | --- | ---- | ---- | --- | ---- | --- | ---- |
| 1.   | Italien                | 300 | 350  | 175  | 400 | 350  | 250 | 1825 |
| 2.   | Frankreich             | 450 | 500  | –    | –   | 400  | 400 | 1750 |
| 3.   | Schweiz                | 250 | 225  | 375  | 160 | 375  | 350 | 1735 |
| 4.   | Vereinigtes Königreich | 350 | 450  | 400  | –   | –    | 450 | 1650 |
| 5.   | Hongkong               | 190 | 175  | 205  | 250 | 325  | 275 | 1420 |
| 6.   | Irland                 | 130 | 190  | 300  | 275 | 225  | 300 | 1420 |
| 7.   | Neuseeland             | –   | –    | 450  | 500 | 450  | –   | 1400 |
| 8.   | Australien             | –   | 400  | –    | 450 | 500  | –   | 1350 |
| 9.   | Österreich             | 205 | 275  | 160  | 300 | 190  | 175 | 1305 |
| 10.  | Spanien                | 500 | 375  | 350  | –   | –    | 160 | 1285 |

### Teamwertung
(Endstand)
| Pos. | Nation/Team            | Min    | Glas   | Hong   | Cam    | Bris   | Mil    | Pkt      |
| ---- | ---------------------- | ------ | ------ | ------ | ------ | ------ | ------ | -------- |
| 1.   | Polen                  | 4521,0 | 3833,5 | 2786,0 | 4781,0 | 3822,0 | 2475,0 | 22.218,5 |
| 2.   | Frankreich             | 6297,5 | 5535,0 | 901,0  | 200,0  | 2030,0 | 5755,0 | 20.718,5 |
| 3.   | Italien                | 5077,0 | 3785,0 | 3193,0 | 2705,0 | 2616,0 | 2946,0 | 20.322,0 |
| 4.   | Russland               | 5215,0 | 3886,0 | 2712,0 | 3457,5 | 3127,0 | 1627,5 | 20.025,0 |
| 5.   | Deutschland            | 4937,5 | 3985,0 | 5400,0 | 350,0  | 1960,0 | 2129,5 | 18.762,0 |
| 6.   | Australien             | –      | 4897,5 | –      | 6367,5 | 6562,5 | 540,0  | 18.367,5 |
| 7.   | Neuseeland             | –      | 375,0  | 5879,5 | 6215,0 | 5790,0 | –      | 18.259,5 |
| 8.   | Niederlande            | 5765,0 | 4776,0 | 4391,0 | 540,0  | –      | 2000,0 | 17.472,0 |
| 9.   | Vereinigtes Königreich | 6415,0 | 6555,0 | 1375,0 | –      | 1708,5 | 1395,0 | 17.448,5 |
| 10.  | Vereinigte Staaten     | 4890,0 | 1470,0 | 667,0  | 2305,0 | 2320,0 | 3881,0 | 15.533,0 |

## Teamkürzel
Die Kürzel hinter der Flagge bedeuten einen Start für ein UCI Track Team. Ohne eine Angabe erfolgte ein Start für das jeweilige Nationalteam.
BCC: Beat Cycling Club; ERD: Team Erdgas.2012; HUB: Huub Wattbike Test Team;  JPC: Japan Professional Cyclist Association; MCC: Minsk Cycling Club; RVL: Gazprom-RusVelo; WAL: Wales